# Березівська сільська рада (Маловисківський район)
| Березівська сільська рада — колишній орган місцевого самоврядування у Маловисківському районі Кіровоградської області з адміністративним центром у с. Березівка. Сільській раді були підпорядковані населені пункти: - с. Березівка - с. П'ятихатки |

## Склад ради
Рада складалася з 14 депутатів та голови.

### Керівний склад ради
| ПІБ                         | Основні відомості                                                                      | Дата обрання | Дата звільнення |
| --------------------------- | -------------------------------------------------------------------------------------- | ------------ | --------------- |
| Лапшинська Оксана Ігорівна  | Сільський голова, 1956 року народження, освіта, Всеукраїнське об'єднання 'Батьківщина' | 26.03.2006   | 31.10.2010      |
| Шаповал Валентина Василівна | Сільський голова, 1959 року народження, освіта вища, позапартійна                      | 31.10.2010   |                 |

Примітка: таблиця складена за даними джерела

## Населення
Згідно з переписом УРСР 1989 року чисельність наявного населення села становила 702 особи, з яких 295 чоловіків та 407 жінок.
За переписом населення України 2001 року в селі мешкали 834 особи.

### Мова
Розподіл населення за рідною мовою за даними перепису 2001 року:
| Мова       | Відсоток |
| ---------- | -------- |
| українська | 91,50 %  |
| російська  | 8,02 %   |
| молдовська | 0,48 %   |